# Speerwasbekertje
Het speerwasbekertje (Orbilia carpoboloides) is een schimmel behorend tot de familie Orbiliaceae. Het leeft saprotroof, op takjes van dood loofhout, meestal de Iep (Ulmus).

## Kenmerken

### Uiterlijke kenmerken
De vruchtlichamen groeien in groepjes en ontstaan uit scheuren in het hout en hebben een diameter van 1 tot 2 mm. De schijfjes zijn gelig, oranje of rozeachtig en de rand is getand of gekarteld. 

### Microscopische kenmerken
De asci zijn 8-sporig en hebben een afmeting van (61,6) 69,3-77,0 (80,8) × 4-5,7 µm. De ascosporen zijn eencellig, glad en meten (11,5) 12,5-13,4 (15,4) × 2,8-3 µm. Ze hebben meestal een kleine centrale oliedruppel. De parafysen zijn draadvormig, met spiesvormige top (4 µm dik). Het hymenium is rozerood en heeft een hoogte van 80 µm.

## Verpreiding
Het speerwasbekertje is een Europese soort en is ook beperkt in Noord-Amerika waargenomen
In Nederland komt het zeer zeldzaam voor.